# Pseuduraecha
Pseuduraecha es un género de escarabajos longicornios de la tribu Lamiini. Se distribuye por Asia.

## Especies
- Pseuduraecha punctiventris (Heller, 1926)
- Pseuduraecha sulcaticeps Pic, 1925